# Estación de Oropesa del Mar
Oropesa del Mar (en valenciano y según Adif Orpesa) es una estación ferroviaria situada en el municipio español de Oropesa del Mar en la provincia de Castellón, Comunidad Valenciana. Dispone de servicios de Cercanías, Larga y Media Distancia operados por Renfe.

## Situación ferroviaria
La estación se encuentra en el punto kilométrico 90,80 de la línea férrea de ancho ibérico que une Valencia con San Vicente de Calders a 6,76 metros de altitud. En pleno corredor Mediterráneo, la estación se encuentra entre las estaciones de Torreblanca y Benicàssim.
El tramo es de vía doble y está electrificado. Al ser vías banalizadas, permiten la circulación en cada vía principal en ambos sentidos.

## Historia
La estación fue inaugurada el 12 de marzo de 1865 con la apertura del tramo Benicasim-Uldecona de la línea que pretendía unir Valencia con Tarragona. Las obras corrieron a cargo de la Sociedad de los Ferrocarriles de Almansa a Valencia y Tarragona o AVT que previamente y bajo otros nombres había logrado unir Valencia con Almansa. En 1889, la muerte de José Campo Pérez principal impulsor de la compañía abocó la misma a una fusión con Norte. En 1941, tras la nacionalización del ferrocarril en España la estación pasó a ser gestionada por la recién creada RENFE. 
Desde el 31 de diciembre de 2004 Renfe Operadora explota la línea mientras que Adif es la titular de las instalaciones ferroviarias.

## La estación
Está situada en la plaza de la Estación al este del centro urbano. El edificio para viajeros es una estructura de planta baja, base rectangular y disposición lateral a las vías. Cuenta con tres andenes, dos laterales y uno central a los que acceden cuatro vías. En el exterior existe un aparcamiento habilitado.

### Distribución de las vías
La estación posee cuatro vías, dos de ellas son generales (vía 1 y 2), tratándose de vías banalizadas que permiten la circulación en ambos sentidos. Una para los trenes que finalizan su recorrido en esta estación (vía 4) y otra de Apartadero (vía 6). Las vías 2 y 4 constituyen el andén central y tienen un andén mucho más largo de longitud que las vías 1 y 6 por lo que ambas vías se utilizan también para trenes de doble composición ya que en las vías 1 y 6 solo están adaptadas para composiciones simples.
| 1 | Trenes de Media Distancia / Cercanías C-6 > Valencia Norte Intercity > Valencia Norte / Alicante / Murcia del Carmen    |
| 2 | Trenes de Media Distancia > Tortosa / Barcelona Estación de Francia Intercity > Barcelona Sants Cercanías C-6 > Vinaroz |
| 4 | AVE > Gijón Intercity > Alicante / Murcia (cuando son de doble composición                                              |
| 6 | Esta vía se utiliza como apartadero                                                                                     |

## Servicios ferroviarios

### Larga distancia
La estación cuenta con paradas de trenes de larga distancia AVE e Intercity cuyos principales destinos son Valencia, Alicante, Barcelona, Gijón, Madrid y Murcia del Carmen.

### Media Distancia
Cuenta con parada de los regionales de la línea 50 de Media distancia, con cuatro trenes diarios, uno Valencia-Barcelona y tres Valencia-Tortosa.

### Cercanías
Forma parte de la línea ER02, que en la práctica funciona como una prolongación de la línea C-6 de Cercanías Valencia desde el 12 de noviembre de 2018. 
En esta estación se detienen 12 trenes por día de lunes a viernes y 9 fin de semanas y festivos entre Valencia Norte y Vinaroz. De ellos, cuatro trenes son servicio compartido con Regional-Exprés con destino final u origen en  Tortosa o Barcelona-Estación de Francia, por lo que no paran en todas las estaciones de recorrido.
| procedencia/destino                        | < estación | Línea | estación >  | destino/procedencia |
| ------------------------------------------ | ---------- | ----- | ----------- | ------------------- |
| Castellón de la Plana hasta Valencia-Norte | Benicasim  |       | Torreblanca | Vinaroz             |